# 植物解剖学
植物解剖学（しょくぶつかいぼうがく、英: plant anatomy あるいは phytotomy）とは、植物を対象とした解剖学の一分野である。あるいは植物学において解剖学的（組織学的）アプローチをする分野である。植物の構造や形態を観察し、その機能や病理の解明を行う。
歴史
起源は古く、古代ギリシアのテオフラストス（アリストテレスの後継者）による研究が知られている。
16世紀のスイスの医師で植物学者のギャスパール・ボアン (Gaspard Bauhin)は植物分類学に二名法を導入した。1596年にはPinax theatri botaniciを出版。同書は種の命名に二名法を採用した最初のものであり、分類基準には「親和性」つまり自然な関係があることが含まれそれはしばしば構造に関するものであった。
17世紀後半には植物の解剖学が現代科学風に洗練されていった。イタリアの医師で顕微鏡の使い手であったマルチェロ・マルピーギ  (Marcello Malpighi)は1671年に自身の研究成果をまとめたAnatomia Plantarum『植物解剖学』を出版。これは植物生理学におけるアリストテレス以来の大きな一歩となった。一方、英国の医師ネヘミア・グルー (Nehemiah Grew)は1672年にAn Idea of a Philosophical History of Plantsを出版。1682年にはThe Anatomy of Plantsを出版。グルーは細胞の存在に気付いた人として名が挙げられ、彼自身はそれを「vesicles」や「bladders」などと呼んだ。また花を植物の生殖器だと正しく見抜きそれの細部について記述した。
手法
植物解剖学の研究でもやはり解剖を行う。一般論を言うと、植物の場合、茎・葉・根・果実など（機能で分かれている部分。人体で言えば器官系などとして学問的には分類されるが普段は体内に隠れて見えず意識されにくい部分）が外から見てすでに明確に区別できるようになっていることは多いわけなので、それらを切り分け観察、個々の部分をさらに切り分け観察、スライスし顕微鏡で観察する。必要に応じて染色も行う。

## ギャラリー
- 植物の構造の例
- 解剖
- 切る方向とそれぞれの断面の違い
- 断面例
- 縦方向と横方向のカットを組み合わせて構造が分かりやすくした図
- 葉の断面の顕微鏡による観察
- 根の先端の顕微鏡写真